# David Scott (Politiker, 1946)

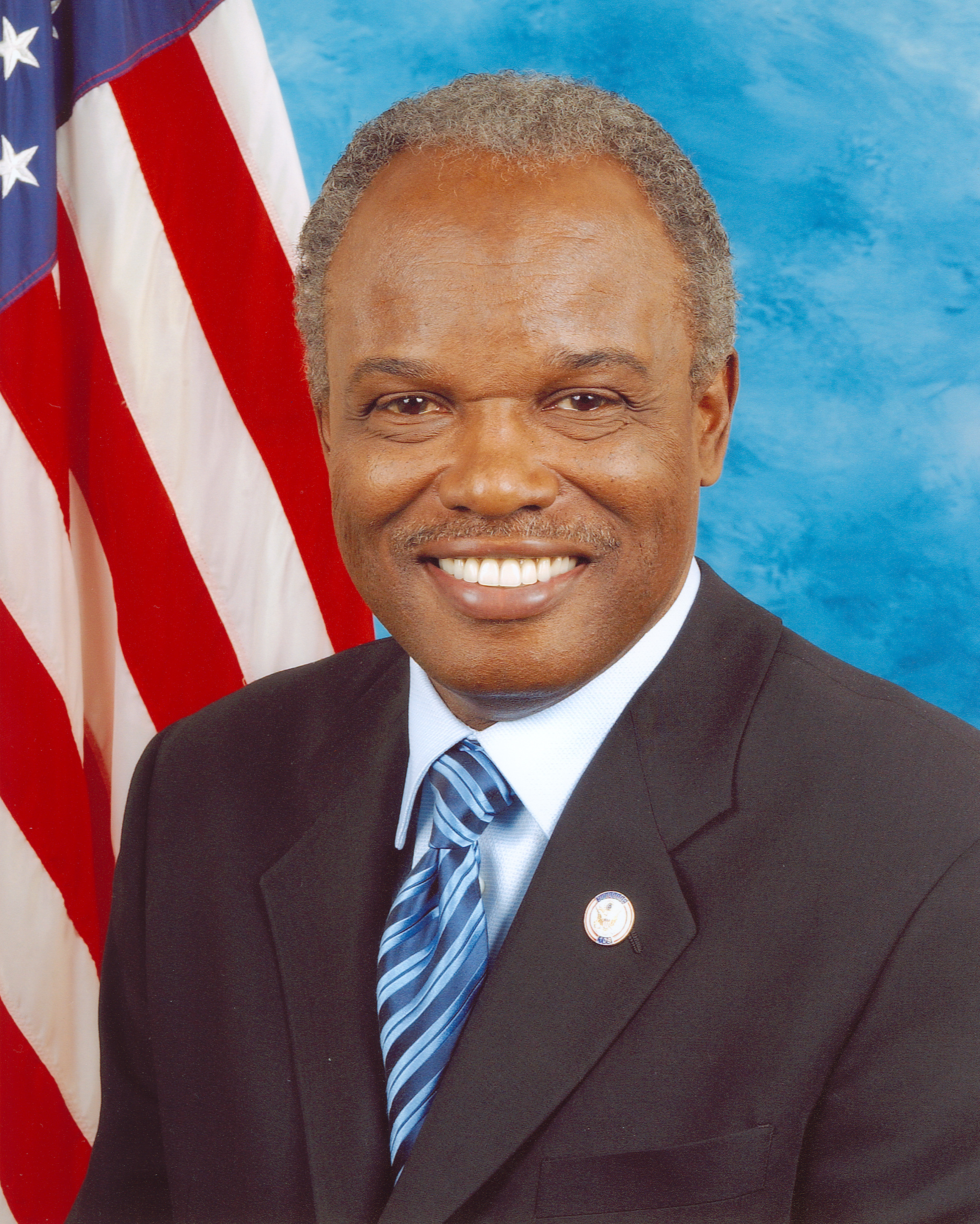
David Scott

David Albert Scott (* 27. Juni 1945 in Aynor, Horry County, South Carolina) ist ein US-amerikanischer Politiker der Demokratischen Partei. Als Mitglied des Repräsentantenhauses vertritt er seit 2003 den 13. Kongresswahlbezirk des Bundesstaates Georgia.

## Privatleben
Er wurde auf einer Farm in Aynor (South Carolina) geboren und wuchs zuerst bei den Großeltern mütterlicherseits auf der Farm auf. Im Alter von fünf Jahren kam er zu den Eltern seines Vaters nach Scranton (Pennsylvania). Mit elf lebte er das erste Mal gemeinsam mit seinen Eltern in Scarsdale im Bundesstaat New York. Zwei Jahre später ging seine Familie weiter nach Florida, wo Scott später an der Florida Agricultural and Mechanical University in Tallahassee studierte und dort 1967 seinen Bachelor of Arts (B.A.) erhielt. Im Anschluss studierte er an der Wharton School of Finance der University of Pennsylvania, wo er 1969 seinen Master of Business Administration (M.B.A.) erhielt. Nach seinem Studium ging er nach Atlanta und gründete dort seine eigene Werbeagentur.
David Scott ist verheiratet und hat zwei Töchter.

## Politik
Scott wurde ab 1972 für die Demokratischen Partei aktiv, indem er bei der Wahlkampagne von Andrew Jackson Young Jr., dem ersten afroamerikanischer Abgeordneten aus Georgia im Repräsentantenhaus seit der Reconstruction, half. Er wurde 1974 in das Repräsentantenhaus von Georgia gewählt und vertrat dort bis 1982 den 37. Wahlbezirk. Anschließend war er von 1982 bis 2002 Mitglied im Senat von Georgia. Nachdem er die Wahl 2002 mit rund 60 % der Stimmen gegen den Republikaner Clay Cox gewonnen hatte, wechselte er in den 108. Kongress der Vereinigten Staaten als bisher einziger Vertreter des, 2003 neu geschaffenen, 13. Distrikts von Georgia.
Nachdem er bisher in allen folgenden elf Kongresswahlen zwischen 2004 und 2024 wiedergewählt wurde, kann er sein Mandat bis heute ausüben. Seine aktuelle, insgesamt zwölfte Legislaturperiode im Repräsentantenhaus des 119. Kongresses läuft bis zum 3. Januar 2027.

### Ausschüsse
Scott ist aktuell Mitglied in folgenden Ausschüssen des Repräsentantenhauses:
- Committee on Agriculture Vorsitz
- Committee on Financial Services
  - Consumer Protection and Financial Institutions
  - Investor Protection, Entrepreneurship, and Capital Markets

Er ist außerdem Mitglied der innerparteilichen Blue Dog Coalition, der New Democrat Coalition sowie im Congressional Black Caucus.